# Fit for an Autopsy
Fit for an Autopsy (с англ. — «Подходит для вскрытия») — американская дэткор-группа из Джерси-Сити, образованная в 2008 году. В состав группы входят гитаристы Уилл Патни, Пэт Шеридан и Тим Хоули, барабанщик Хосеан Орта, вокалист Джо Бадолато и басист Питер «Блю» Спиназола. В настоящее время Fit for an Autopsy сотрудничают с лейблом Nuclear Blast.

## История
Группа выпустила свое первое демо в 2008 году, а год спустя — первый мини-альбом, Hell on Earth. В 2011 году Fit for an Autopsy выпустили свой первый полноформатный альбом The Process of Human Extermination.
В сентябре 2013 года группа выпустила свой второй альбом Hellbound. Менее чем через год, в апреле 2014 года, группа объявила, что вокалист Нейт Джонсон покидает группу. Грег Уилберн из Devastated был немедленно назначен на временную замену Джонсону.
В начале 2015 года группа объявила об уходе Грега Уилберна и их нового вокалиста Джо Бадолато. Наряду с этим они объявили, что находятся в процессе написания нового альбома. Этот третий альбом, названный Absolute Hope Absolute Hell, был выпущен 2 октября 2015 года. В июле 2016 года группа анонсировала сплит-альбом под названием The Depression Sessions с другими дэткор-группами Thy Art Is Murder и The Acacia Strain. Этот мини-альбом был выпущен 12 августа 2016 года.
Группа выпустила новую песню «Heads Will Hang» из своего четвертого студийного альбома The Great Collapse 31 января 2017 года. Альбом был выпущен 17 марта 2017 года. 8 мая 2018 года Fit For An Autopsy объявили о подписании контракта с Nuclear Blast. 25 октября 2019 года группа выпустила пятый студийный альбом The Sea of Tragic Beasts на лейбле Nuclear Blast.
6 апреля 2020 года группа выпустила самостоятельный сингл «Fear Tomorrow». 22 сентября 2021 года группа анонсировала свой новый альбом Oh What the Future Holds, который выйдет 14 января 2022 года. Два дня спустя они выпустили первый сингл с альбома «Far from Heaven».

## Состав
Текущий состав
- Уилл Патни — гитара (2008—настоящее время; только студийная работа 2013—настоящее время), бас-гитара (2008—2019; студийная работа)
- Пэт Шеридан — гитара (2008—настоящее время)
- Хосеан Орта — ударные (2012—настоящее время)
- Тим Хоули — гитара (2013—настоящее время)
- Джо Бадолато — вокал (2015—настоящее время)
- Питер Спиназола — бас-гитара (2019—настоящее время; в качестве концертного музыканта 2017–2019)

Бывшие участники
- Брайан Матис — ударные (2008—2012)
- Нейт Джонсон — вокал (2008—2014)
- Грег Уилберн — вокал (2014)

Концертные музыканты
- Сет Коулман — бас-гитара (2008)
- Чарли Бусакка — бас-гитара (2009—2012)
- Шейн Слэйд — бас-гитара (2013—2016)
- Давье Перес — ударные (2018)

## Дискография

### Студийные альбомы
- The Process of Human Extermination (2011)
- Hellbound (2013)
- Absolute Hope Absolute Hell (2015)
- The Great Collapse (2017)
- The Sea of Tragic Beasts (2019)
- Oh, What the Future Holds (2022)

### Мини-альбомы
- Hell on Earth (2009)
- The Depression Sessions вместе с Thy Art Is Murder и The Acacia Strain (2016)